# Bollullos de la Mitación
Bollullos de la Mitación és una localitat de la província de Sevilla, Andalusia, Espanya. L'any 2006 tenia 7.084 habitants. La seva extensió superficial és de 63 km² i té una densitat de 112,4 hab/km². Les seves coordenades geogràfiques són 37° 20′ N, 6° 08′ O. Està situada a una altitud de 86 metres i a 17 kilòmetres de la capital de la província, Sevilla.

## Demografia
| 1996  | 1998  | 1999  | 2000  | 2001  | 2002  | 2003  | 2004  | 2005  | 2006  |
| ----- | ----- | ----- | ----- | ----- | ----- | ----- | ----- | ----- | ----- |
| 4.950 | 5.012 | 5.012 | 5.009 | 5.156 | 5.341 | 5.567 | 6.062 | 6.639 | 7.084 |